# Смолёвка енисейская
Смолёвка енисейская (лат. Silene jeniseensis) — вид многолетних растений из семейства Гвоздичные (Caryophyllaceae).

## Ботаническое описание
Корни толстые с пучками бесплодных побегов и цветоносных стеблей.
Стебли простые, 15—60 см высотой, голые или внизу шероховато-пушистые.
Листья линейно-шиловидные или ланцетно-линейные суженные в длинный черешок, 10—11 см длиной, голые, по краям реснитчатые. Стеблевых листьев 3—5 пар. Междоузлия равны или в 1,5—2,5 раза длиннее листьев; узлы выделяющиеся. Листья в соцветии постепенно уменьшаются до пленчатых прицветников.
Цветки прямостоячие в кистевидном или пирамидально-метельчатом соцветии. Цветоножки голые 4—14 мм длиной. Прицветники ланцетовидные, по краям перепончатые, густо курчаво-реснитчатые.Чашечка голая, продолговатая, иногда вздутая, 6—18 мм длиной, 3—7 мм шириной, с длинными широко-пленчатыми зубцами и четко окрашенными жилками. Лепестки белые, беловатые, реже пурпурово-фиолетовые, немного или в 1,5 раза длиннее чашечки. Пластинка лепестка на 1/5—1/2 надрезана на узко-продолговатые доли, при основании с привенчиком. Тычиночные нити голые, равные между собой.
Коробочка яйцевидная, на коротком опушенном карпофоре.
Семена почковидные, около 1 мм длиной, штриховатые.

## Распространение
Произрастает на открытых южных склонах, в степях, разреженных лесах, на песчаных почвах в Западной Сибири (Восточный Алтай), Средней Сибири (Красноярский край, Республика Тыва), Восточной Сибири (Иркутская область, Республика Бурятия, Забайкальский край), Дальнем Востоке, Монголии.

## Химический состав
В корнях были обнаружены экдистероид 20-гидроксиэкдизон (экдистерон), стерол α-спинастерол-3-O-глюкозид, тритерпеноиды производные квиллаевой кислоты (ениссеенсозиды A, B, C, D).
В траве выявлены флавоноиды витексин (апигенин-8-С-глюкозид), изовитексин (апигенин-6-С-глюкозид), ориентин (лютеолин-8-С-глюкозид), изоориентин (лютеолин-6-С-глюкозид), экдистероиды 2-дезоксиэкдизон, 2-дезокси-20-гидроксиэкдизон, понастерон А, дакрихайнанстерон, 20-гидроксиэкдизон и интегристерон А. Содержание экдистероидов в корнях Silene jeniseensis 0,06 %, в надземных органах 0,06—0,83 %.

## Применение
Тритерпеноиды ениссеенсозиды A—D оказывают ингибирующее действие на циклооксигеназу, стимулируют фагоцитоз гранулоцитов, проявляют цитоксичность в отношении клеток рака кишечника человека (клетки HT 29).